# Guido Pizarro
Guido Hernán Pizarro Demestri (Buenos Aires, 1990. február 26. –) argentin válogatott labdarúgó, aki jelenleg a Tigres UANL játékosa.

## Sikerei, díjai
- Tigres UANL
  - Mexikói bajnokság: 2015 (Apertura), 2016 (Apertura)
  - Mexikói kupa: 2014 (Clausura)
  - Mexikói szuperkupa: 2016

## Statisztika
2017. július 10-én frissítve.
| Nemzet    | Évek     | Pályára lépések | Gólok |
| --------- | -------- | --------------- | ----- |
| Argentína |          |                 |       |
| 2016      | 0        | 0               |       |
| 2017      | 1        | 0               |       |
| Összesen  | Összesen | 1               | 0     |